# Liste der denkmalgeschützten Objekte in Český Dub
Grundlage dieser Liste der denkmalgeschützten Objekte in Český Dub ist die ÚSKP-Liste (Ústřední seznam kulturních památek České republiky, deutsch Zentrale Liste der Kulturdenkmäler der Tschechischen Republik), die von der tschechischen Denkmalschutzbehörde NPÚ (Národní památkový ústav, deutsch Nationale Denkmalbehörde) seit 1987 geführt wird und an die seit dem Jahr 1850 geschaffenen Listen anschließt.

## Denkmalgeschützte Objekte inČeský Dub(Böhmisch Aicha) nach Ortsteilen

### Český Dub I (Stadt)
| Lage                                             | Objekt           | Beschreibung | ÚSKP-Nr.                  | Bild           |
| ------------------------------------------------ | ---------------- | --- | ------------------------- | -------------- |
| Český Dub (Standort)                             | Stadtbefestigung | Stadtbefestigung – Ring um den historischen Stadtkern von Český Dub I und IV: - Wall - Festungsturm (Wachtturm) - Bastion                                                                               | 14458/5-4194 Info Katalog | weitere Bilder |
| Český Dub, náměstí Bedřicha Smetany 1 (Standort) | Rathaus          | Rathaus – urspr. Renaissance-Rathaus von 1565, errichtet unter Johann von Oppersdorf, 1905–1907 nach einem Entwurf des Architekten Wilhelm Klingenberg durch Ernst Schäfer umgebaut (1905–1907)         | 46009/5-4198 Info Katalog | weitere Bilder |
| Český Dub, náměstí Bedřicha Smetany (Standort)   | Mariensäule      | Mariensäule (Pestsäule) und Heiligenstatuen des hl. Florian, hl. Johannes von Nepomuk, hl. Franz Xaver und des hl. Rochus von 1723, zur Erinnerung an die Pestepidemie 1713–1714 und das Feuer von 1713 | 46810/5-4199 Info Katalog | weitere Bilder |

### Český Dub II (Obere Vorstadt)
| Lage                                                                                   | Objekt                | Beschreibung | ÚSKP-Nr.                  | Bild           |
| -------------------------------------------------------------------------------------- | --------------------- | --- | ------------------------- | -------------- |
| Český Dub, Hřbitovní, Řídícího učitele Havla, terasa u schodiště bei Nr. 10 (Standort) | Skulpturengruppe      | Skulpturengruppe „Abschied Jesu Christi von seiner Mutter Maria“ | 47007/5-4200 Info Katalog | weitere Bilder |
| Český Dub, Hřbitovní 10 (Standort)                                                     | Jan-Hus-Haus          | Versammlungshaus der Tschechoslowakischen Hussitischen Kirche, urspr. eine private Villa des Notars Josef Uhlíř, entworfen von František Havlina und gebaut von Josef Wollmann aus Suchá, 1902 von Ida Schmittová als Stiftungshaus für soziale Zwecke eingerichtet, seit 1945 wird es von der Tschechoslowakischen Hussitischen Kirche genutzt. | 12998/5-5560 Info Katalog | weitere Bilder |
| Český Dub, Řídícího učitele Havla, Hřbitovní (Standort)                                | Dreifaltigkeitskirche | Dreifaltigkeitskirche (1681) – frühbarocke Kirche, errichtet von Norbert Knauth von Fahnenschwung und Cyril Agricola von Limburg, als Dank für die Errettung ihrer Familien bei den großen Pestepidemien der 1670er und 1680er Jahre: - Dreifaltigkeitskirche - Dreifaltigkeitskapelle - Leichenhalle - Friedhof mit Einfriedung - Grab der Familie Schmitt, östlich der Kirche - Treppenanlage - Statue der Madonna Das westliche Drittel des Friedhofs und das Haus Hřbitovní Nr. 7 stehen nicht unter Denkmalschutz. | 31680/5-4196 Info Katalog | weitere Bilder |

### Český Dub III (Untere Vorstadt)
| Lage                                                          | Objekt                                                           | Beschreibung                                                               | ÚSKP-Nr.                  | Bild           |
| ------------------------------------------------------------- | ---------------------------------------------------------------- | -------------------------------------------------------------------------- | ------------------------- | -------------- |
| Český Dub, Na Žižkově, V Hoře (Standort)                      | Statue der hl. Maria Magdalena                                   | Statue der hl. Maria Magdalena                                             | 14530/5-4201 Info Katalog | weitere Bilder |
| Český Dub, Prouskova, Na Zhůrách, gegenüber Nr. 29 (Standort) | Skulpturengruppe mit den Statuen des hl. Johannes und hl. Paulus | Gruppe von Heiligenfiguren mit den Statuen des hl. Johannes und hl. Paulus | 18966/5-4202 Info Katalog | weitere Bilder |

### Český Dub IV (Schlossbezirk)
| Lage                                                                                    | Objekt                                                    | Beschreibung | ÚSKP-Nr.                  | Bild                |
| --------------------------------------------------------------------------------------- | --------------------------------------------------------- | --- | ------------------------- | ------------------- |
| Český Dub, Starý zámek 1, 4, 6, 7, 11, Kostelní 1/4, 2, 3, 10, Husova 15, 16 (Standort) | Altes Schloss                                             | Schlossanlage, ehem. Johanniterkommende - Altes Schloss Nr. 1 - Haus Nr. 2 und ein Haus ohne Nummer - Häuser Nr. 3, 4, 6, 7 und 10 - Haus Nr. 11 mit Johanniter-Kommende - ehem. Spital Nr. 15 und Kapelle des hl. Johannes - ehem. Spital ohne Nr. Zwischen Nr. 2 und Nr. 15 - Mühle Nr. 16 und kleine Brücke - Brunnen    | 11033/5-4195 Info Katalog | weitere Bilder      |
| Český Dub, fara Kostelní 9 (Standort)                                                   | Heilig-Geist-Kirche mit Pfarrhaus                         | Heilig-Geist-Kirche mit Pfarrhaus: Kirche, Pfarrhaus Nr. 9, Einfriedung und Tor | 14737/5-4197 Info Katalog | weitere Bilder      |
| Český Dub, Husova, Svobody (Standort)                                                   | Denkmal der streikenden Textilarbeiter der Schmitt-Fabrik | Denkmal der streikenden Textilarbeiter der Schmitt-Fabrik, auf der Wiese südwestlich der Kreuzung der Straßen Husova und Svobody | 54691/5-4934 Info Katalog | weitere Bilder      |
| Český Dub, Svobody 31, 32, Na Žižkově, V Parku (Standort)                               | Blaschka-Villa; Museum der Jeschken-Region                | Blaschka-Villa; Museum der Jeschken-Region: Villa Nr. 31 (Museum), Villa Nr. 32, Garten und Bassin, Altan, Kegelbahn, Tor und Einfriedung | 43963/5-5247 Info Katalog | weitere Bilder      |
| Český Dub, Podještědské muzeum, Svobody 31 (Standort)                                   | Brunnen von Druzcov                                       | Brunnenanlage aus Druzcov (Drausendorf), OT von Osečná, vom Ende des 18. Jhdts., in den 1970er Jahren in einem Bauernhof in Druzcov abgebaut und im Innenhof des Museums wieder errichtet. | 31470/5-4220 Info Katalog | Brunnen von Druzcov |
| Český Dub, Zámecká 39, 40, 42, V Parku 64 (Standort)                                    | Schmitt-Villa mit Park                                    | Neues Schloss – Villa des Industriellen Franz Ritter von Schmitt (1816–1883), errichtet 1873/74 nach einem Projekt von Gustav Sachers, jetzt Altersheim - Schmitt-Villa, Terrasse mit Treppenanlage, Hof Nr. 39 - Wirtschaftsgebäude und Ställe Nr. 40 - Verwaltungsgebäude Nr. 42 - Park mit See sowie Tor und Einfriedung | 43964/5-5248 Info Katalog | weitere Bilder      |

### Hoření Starý Dub (Ober Altaicha)
| Lage                        | Objekt                    | Beschreibung                                                                 | ÚSKP-Nr.                  | Bild           |
| --------------------------- | ------------------------- | ---------------------------------------------------------------------------- | ------------------------- | -------------- |
| Hoření Starý Dub (Standort) | Kapelle Mariä Heimsuchung | Kapelle Mariä Heimsuchung – Barockkapelle mit kreisförmigem Grundriss (1760) | 29827/5-4392 Info Katalog | weitere Bilder |

### Modlibohov (Modlitbow)
| Lage                                                                  | Objekt   | Beschreibung | ÚSKP-Nr.            | Bild           |
| --------------------------------------------------------------------- | -------- | --- | ------------------- | -------------- |
| Modlibohov, im Ortszentrum, unweit der ehem. Schule Nr. 34 (Standort) | Kruzifix | Neugotisches Kruzifix auf niedrigem Sockel, mit ovalen Medaillon und einem Lorbeerkranz mit Herz sowie Reliefmotiv einer Pflanzengirlande und einer Golgatha-Szene (1863) | 105807 Info Katalog | weitere Bilder |